# Nintendo DS
La Nintendo DS (dove la sigla "DS" sta per "Dual Screen", cioè doppio schermo, per indicare la sua peculiare caratteristica o per "Developers' System" e solitamente abbreviato come NDS o DS) è una console portatile ideata e fabbricata da Nintendo e presentata nel 2004.
La console presenta un design a conchiglia, e possiede due schermi LCD al suo interno – uno dei quali è uno schermo tattile.
Il DS offre anche un microfono incorporato e supporta la connettività wireless IEEE 802.11 (Wi-Fi), grazie al servizio di gaming online Nintendo Wi-Fi Connection.
È stata la prima console Nintendo ad essere commercializzata prima in Nord America (21 novembre 2004) che in Giappone (2 dicembre 2004). Qualche mese più tardi è uscita nei negozi anche in Australia (24 febbraio 2005) e, per ultima, in Europa (11 marzo 2005). È attualmente la seconda console più venduta della storia dopo la PlayStation 2, nonché la più venduta di casa Nintendo. 
Sul territorio europeo è stato commercializzato in 9 colori: bianco, nero, argento, blu, rosa, rosso, grigio, verde e azzurro.
Dopo oltre sei anni, l'intera serie delle console Nintendo DS è stata affiancata e poi sostituita dal Nintendo 3DS, la nuova console portatile di Nintendo, che ha esordito in Europa il 25 marzo 2011.. La console è stata d'altra parte già dismessa nel 2009 e i giochi sono rimasti utilizzabili per Nintendo DSi e Nintendo DSi XL fino al 20 maggio 2014 quando Nintendo ha annunciato che non sarebbero stati più disponibili, come il servizio Nintendo Wi-Fi Connection.

## Nome

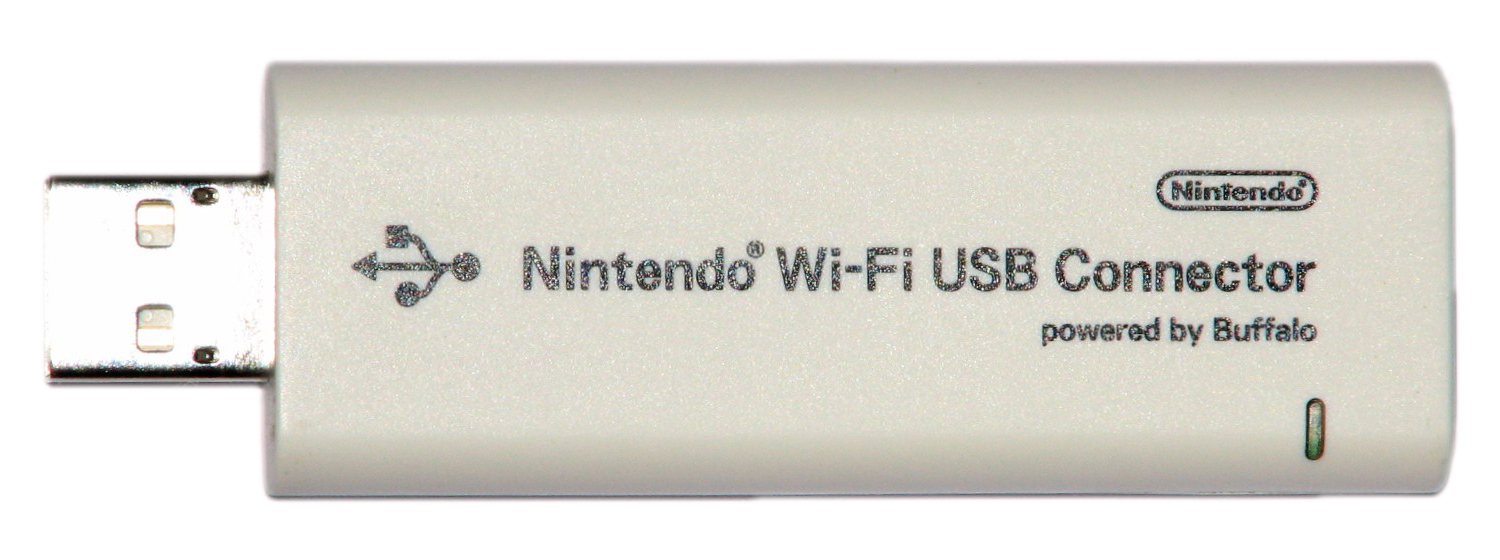
Adattatore USB Wi-Fi, consente al DS di accedere alla rete. Da installare su un PC collegato ad internet, in caso non si abbia un Router Wi-fi. È compatibile anche per Wii

I giochi compatibili con la Nintendo Wi-Fi Connection hanno questo bollino blu sulla loro custodia, in alto a sinistra

Il nome in codice del sistema durante il suo sviluppo era Nitro. Il nome ufficiale della console è l'acronimo di "Dual Screen", la caratteristica più palese della console, cioè di possedere due schermi. Si può dare anche un altro significato, quello di "Developers' System", in riferimento alla facilità di sviluppo che la console offre.

## Caratteristiche generali
La particolarità di questa console è nell'essere dotata di due schermi di cui uno tattile che la Nintendo sfrutta per produrre nuove forme di intrattenimento videoludico. Questo design lo rende in qualche modo molto simile ad una delle prime console portatili della Nintendo, il Game & Watch, anch'esso dotato di due schermi, ma nessuno dei due è tattile.
Altre caratteristiche, volte ad aumentarne l'interattività, sono il microfono integrato per il riconoscimento vocale e la tecnologia Wi-Fi per il multigiocatore. Nintendo DS consente il gioco in LAN nel raggio di 30 metri circa, fino a 16 giocatori, ed il gioco online tramite una connessione internet senza fili. Ha due porte hardware per i giochi: una per le cartucce proprie del DS, chiamata anche Slot 1, l'altra per le cartucce Game Boy Advance, chiamata Slot 2.
La console è capace di sviluppare grafica a tre dimensioni tramite il suo processore principale ARM9, ed è dotata anche dello stesso tipo di processore presente sul Game Boy Advance, l'ARM7 al fine di fornire una compatibilità con i titoli della console precedente.
I video sono letti tramite il formato NDs mPeG (anche detto DPG).

### Nintendo Wi-Fi Connection
Nintendo Wi-Fi Connection (si legge in abbreviato Nintendo WFC) è stato un servizio on-line gratuito offerto da Nintendo per sfidare via Internet giocatori da tutto il mondo. Necessitava una connessione ad internet e lo scambio del Codice Amico tra i partecipanti alla partita on-line.
Il Codice Amico è un numero univoco generato dal DS per ogni gioco compatibile per la Nintendo WFC e viene salvato all'interno di ogni gioco assieme ai codici di altri utenti che eventualmente sono stati scelti come "amici". In alcuni casi è possibile giocare anche senza l'utilizzo dei Codici Amico.
Il servizio online del Nintendo DS fu attivato in Europa il 21 novembre 2005 con la pubblicazione dei giochi Mario Kart DS e Tony Hawk's American Sk8land.

### Connettività con Nintendo Wii
Attraverso il Canale Nintendo è possibile connettere il Nintendo DS con il Wii per scaricare demo di giochi appartenenti alla console portatile Nintendo. Il software scaricato viene salvato sulla memoria RAM della console perciò si cancella automaticamente una volta spento il Nintendo DS. Inoltre, sempre con il Canale Nintendo è possibile inviare consigli e opinioni sui software DS posseduti, tramite la funzione Download DS.
Utilizzando il software Walk with me!, il Nintendo DS può scaricare su tale gioco i Mii creati con il Wii.
Con il nuovo restyling del Nintendo DS, il Nintendo DSi, la connettività tra le due console è stata ampliata, in quanto il nuovo modello del Nintendo DS, dotato di fotocamera, può trasferire dati sul Canale Foto del Wii.
Alcuni giochi Wii come ad esempio Animal Crossing: Let's Go to the City e Pokémon Battle Revolution possono collegarsi con la controparte portatile su Nintendo DS (rispettivamente Animal Crossing: Wild World, Pokémon Diamante e Perla e Pokémon Platino) dando l'opportunità agli utenti di scambiare dati di gioco tra le due versioni.
La console è arrivata negli Stati Uniti.

## Menù di sistema
Accendendo il Nintendo DS, si accede immediatamente al Menù di sistema. Esso è diviso in più pannelli, che offrono diverse opzioni. Sullo schermo superiore vengono visualizzati il Nome Utente utilizzato sulla console, un orologio, un calendario e l'Icona indicatore batteria, che mostra lo stato della batteria della console. Nello schermo inferiore invece sono presenti quattro pannelli, due dei quali offrono la possibilità di scegliere se giocare con una cartuccia DS o con una GBA, mentre gli altri due possono essere utilizzati per accedere alla PictoChat e alla funzione Download DS. Infine, sotto l'ultimo pannello, ci sono tre icone: il Menù impostazioni, la funzione Sveglia, che dà la possibilità di utilizzare il DS come una vera e propria sveglia, e l'icona Illuminazione, che disattiva o attiva l'illuminazione degli schermi.

### PictoChat
La funzione PictoChat permette al Nintendo DS di inviare e ricevere messaggi e disegni da altri utenti, o da sé stessi, ma non è compatibile con internet. Infatti si può utilizzare solo via wireless, ospitando fino a 16 persone contemporaneamente, suddivise in più "stanze". (A-B-C-D)
Il pannello della PictoChat si trova nel Menù di sistema, e una volta selezionato, si accede allo schermo selezione stanza. Le stanze sono in tutto quattro e permettono di chattare con altri utenti. Una volta selezionata una di queste comparirà una tastiera e uno schermo messaggi su cui si potrà disegnare con lo stilo. Per uscire dalla funzione PictoChat basterà toccare la x in alto a destra nello schermo inferiore. Fra i caratteri della tastiera vi sono scritture accentate, nipponiche e soprattutto faccine.

### Download DS
Con la funzione Download DS si può giocare con più utenti utilizzando solo una cartuccia di gioco. Il pannello Download DS si trova nel Menù di sistema e selezionandolo si accede allo Schermo selezione gioco, da cui tutti gli utenti potranno visualizzare il software inserito in uno dei DS partecipanti in quel momento a questa modalità. Non tutti i giochi supportano tale funzione, solo quelli che hanno sulla copertina un'icona bianca e nera raffigurante due Nintendo DS collegati.

## Accessori
Per ampliare la multimedialità dei primi due modelli, il Nintendo DS e il Nintendo DS Lite, Nintendo ha reso disponibili vari accessori e periferiche da acquistare separatamente. Invece, nei due ultimi restyling (Nintendo DSi e Nintendo DSi XL) molte delle funzioni sono state integrate nella console stessa.

### Nintendo MP3 Player
Il Nintendo MP3 Player è una cartuccia poco più grande di una scheda GBA da inserire nello Slot 2 della console Nintendo DS e Nintendo DS Lite, che dispone di un lettore SD Card per ascoltare brani musicali in formato MP3. È compatibile anche con il GameBoy Advance/SP/Micro. Nel 2010 le Micro prodotte non sono state dotate di questa card MP3.

### Nintendo DS Browser
Il Nintendo DS Browser permette attraverso l'inserimento di una cartuccia apposita nello Slot 1 di navigare su internet utilizzando una versione del browser Opera. Assieme è venduta anche una Memory Pak, che aumenta di 8MB la RAM della console per poter eseguire la navigazione. Nel 2009, con l'uscita del Nintendo DSi, il software viene integrato direttamente nel menù principale della console.

### Nintendo Rumble Pak
Il Rumble Pak per Nintendo DS è un'interfaccia aptica ed ha la forma di una cartuccia per Game Boy Advance. I videogiochi che supportano il Rumble Pak lo fanno vibrare in diverse situazioni, ad esempio durante una sparatoria o quando il personaggio viene colpito durante il gioco. Esso venne introdotto in Nord America con il gioco "Metroid Prime Pinball" e con notevole ritardo in Europa; l'accessorio fece la sua prima apparizione nel Regno Unito quando fu messo in vendita con il gioco Actionloop.

## Specifiche tecniche
Numero di serie:
- NTR-001

Dimensioni:
- Larghezza 14,86 cm
- Lunghezza 8,46 cm
- Spessore 2,87 cm

Schermi:
- Sharp LQ030B7DD01.

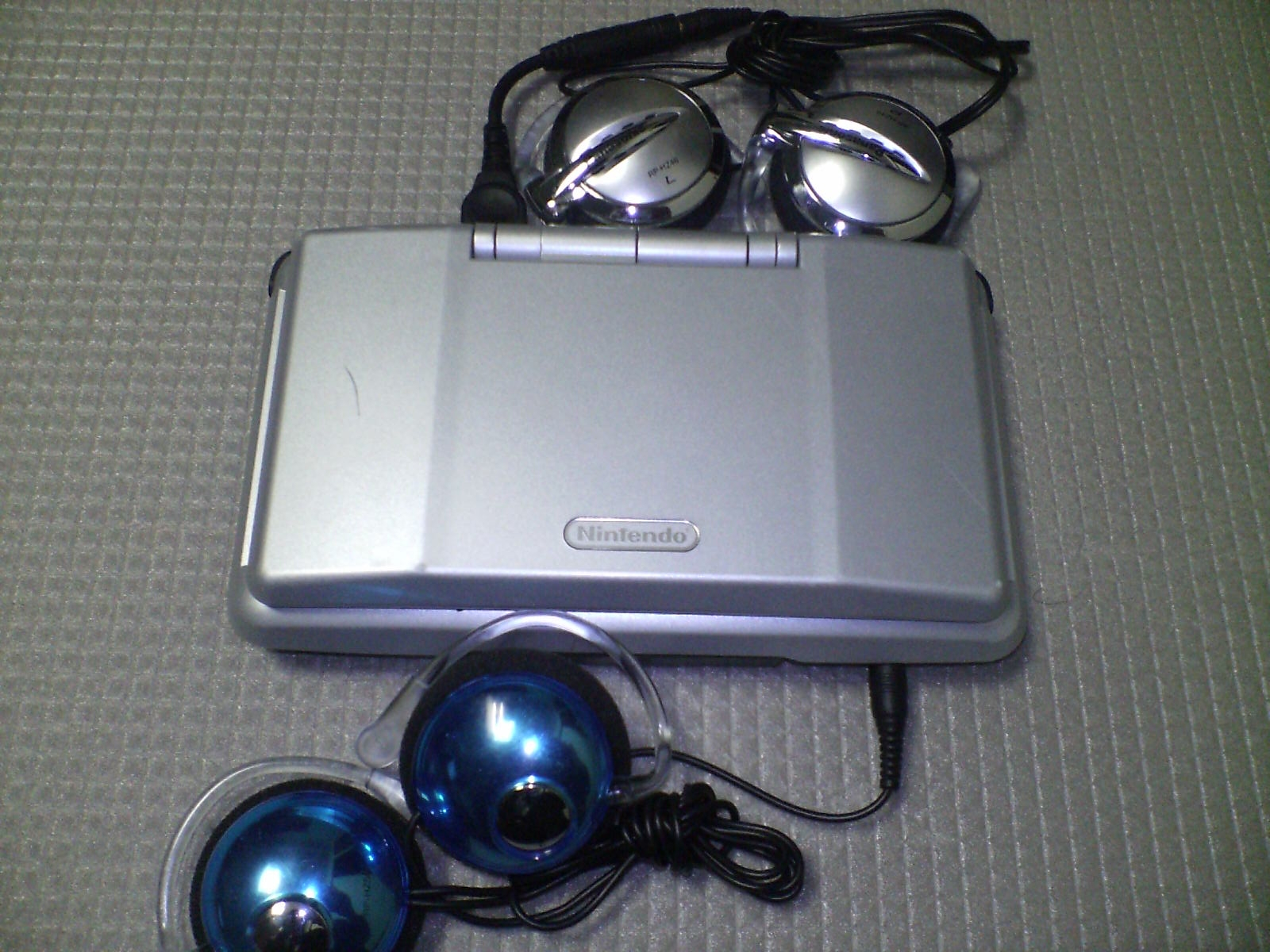
Un Nintendo DS chiuso con collegato una cuffia dall'entrata Jack da 3,5 mm ed una cuffia per GameBoy Advance.

- Entrambi TFT a cristalli liquidi retroilluminati da 3 pollici
- Risoluzione 256x192 pixel
- .24 mm dot pitch
- Schermo inferiore tattile

Colori:
- Capace di visualizzare fino a 262144 colori

Input/Output:
- Porte per le cartucce Nintendo DS e Game Boy Advance
- Doppie prese per cuffie stereo e uscita per microfono esterno.
- Alimentatore

Processori:
- ARM9E 32 bit a 67 MHz e ARM7TDMI 32 bit a 33 MHz. Il primo è dedicato al rendering delle scene in 3 dimensioni, mentre il secondo per quelle bidimensionali e per la retrocompatibilità con il Game Boy Advance (non retrocompatibile con Game Boy Color o Game Boy).[8]
- 8 KB cache di primo livello.
- Rendering grafico di picco pari a: 180.000 Poligoni al secondo e 45 Milioni di pixel al secondo.
- Performance in floating point: 1,6GigaFLOPS

Elaborazione:
- Texture mapping
- Gouraud shading
- Mip-mapping
- Z-buffering

Memoria:
- 4 MB di RAM
- 656 KB di VRAM
- 256 kB di memoria flash

Sonoro:
- 16 canali ADPCM\PCM
- Frequenza di campionamento: 41 kHz
- Altoparlanti stereo in grado di riprodurre suono in Virtual Surround a seconda del software.
- Risoluzione sonora massima di 24 Bit

Batteria:
- Batteria agli ioni di litio da 850 mAh, che assicura da una a due ore di gioco con una carica di tre ore a seconda dell'uso
- Modalità Sleep ovvero StandBy per ridurre i consumi
- Adattatore AC

## Restyling

### Nintendo DS Lite

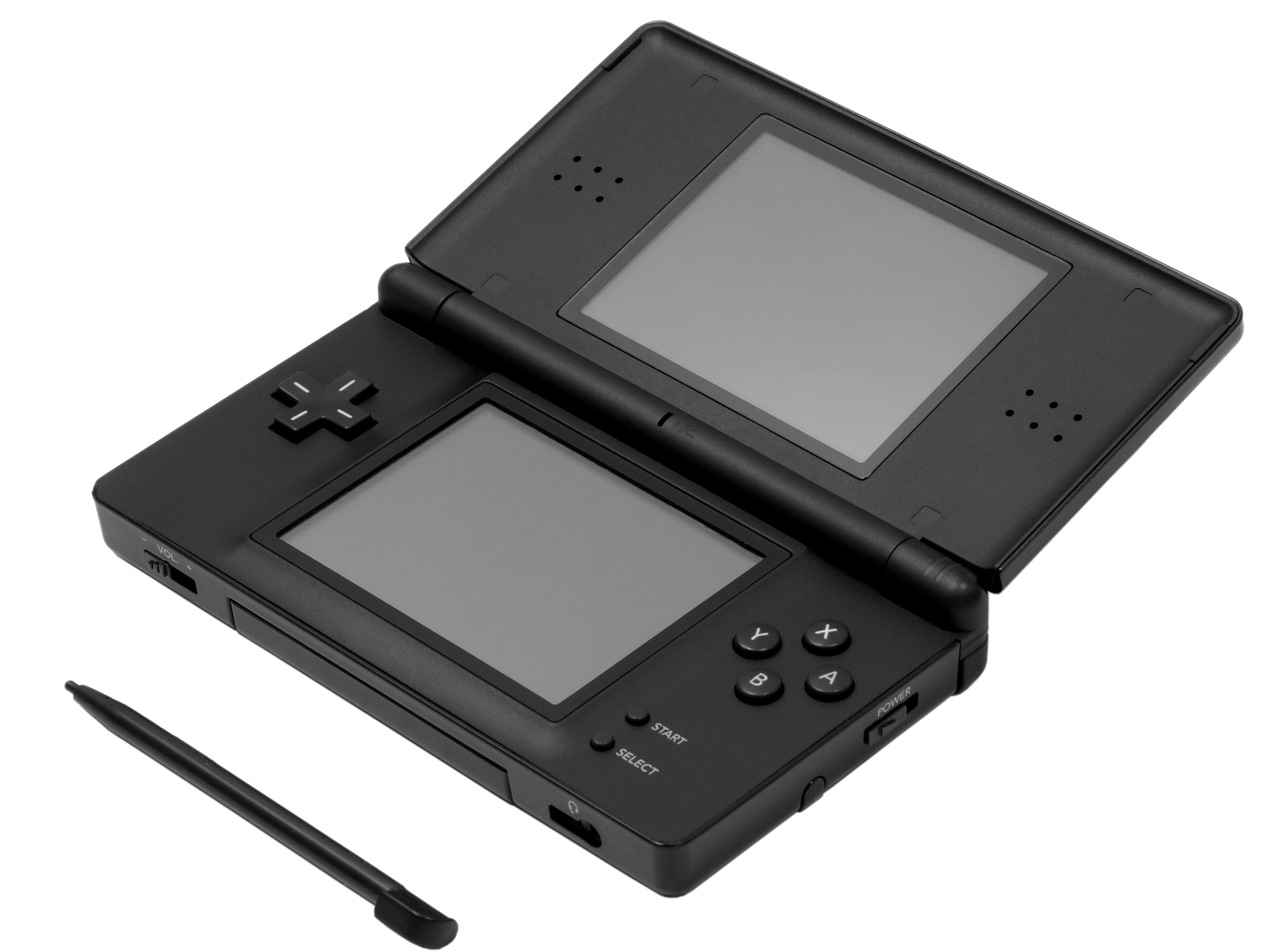
Nintendo DS Lite

Il 2 marzo 2006 in Giappone, Nintendo ha commercializzato il Nintendo DS Lite, una rielaborazione stilistica del Nintendo DS. Poi successivamente messo in vendita anche in Nord America, Europa, e Australia nel giugno 2006. Il DS Lite è una versione più stretta, leggera e con i tasti più morbidi rispetto al Nintendo DS e possiede degli schermi più luminosi. Nintendo of America si riferisce al Nintendo DS originale come al "Sistema Base".

### Nintendo DSi

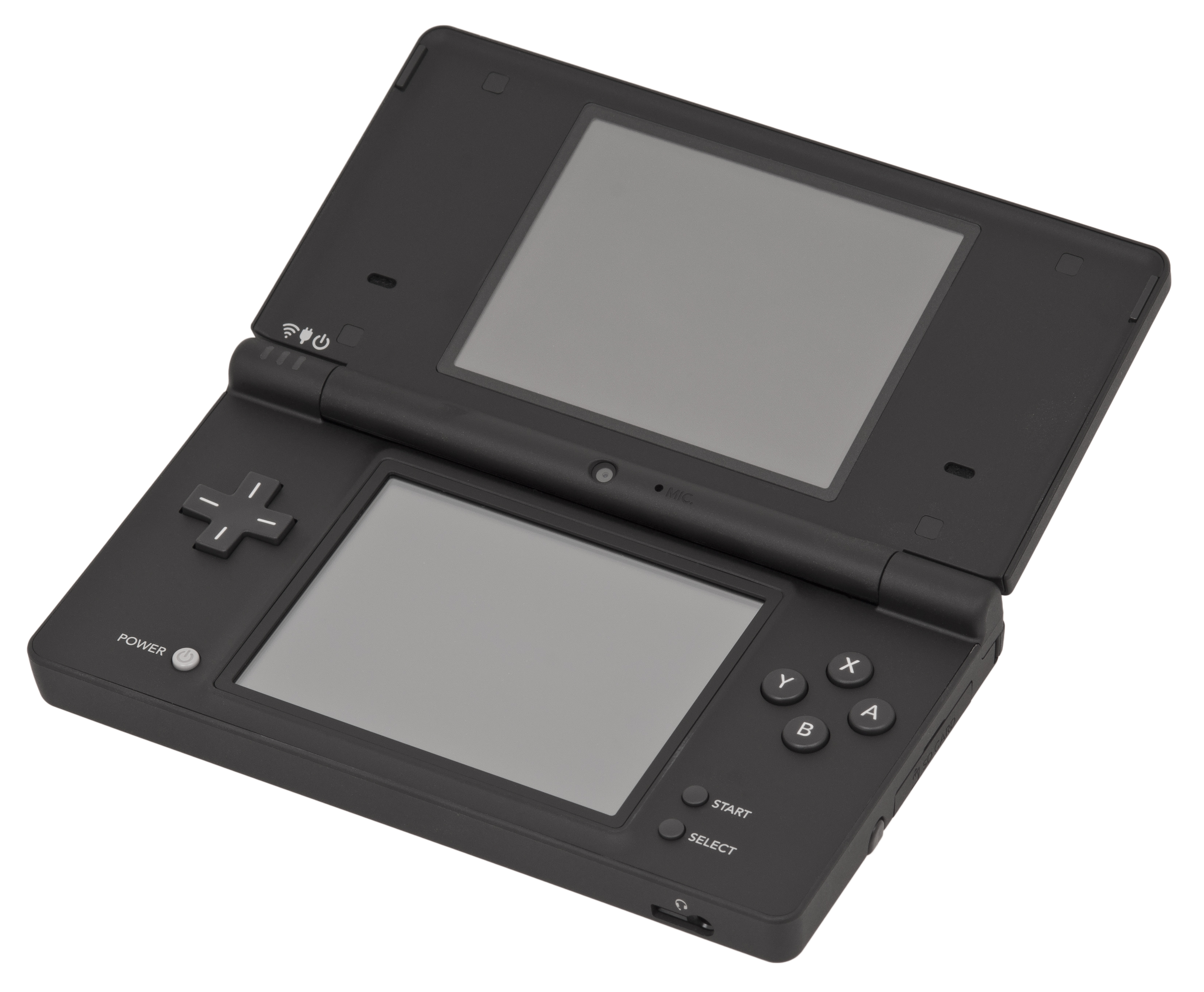
Nintendo DSi

Il 1º novembre 2008 in Giappone, Nintendo ha commercializzato la versione DSi, più sottile del 12% rispetto al predecessore DS Lite. Viene abbandonato lo slot per le cartucce GameBoy Advance, sostituito da un'entrata per le schede SD. Nintendo DSi ha due schermi leggermente più grandi, che passano da 3 a 3,25 pollici. È inoltre dotato di due fotocamere VGA, una interna e una esterna. Il DSi è uscito anche il 2 aprile 2009 in Australia, il 3 aprile 2009 in Europa e il 5 aprile 2009 nel Nord America.